# Huile d'arachide
L'huile d'arachide est une huile végétale préparée et extraite à partir d'arachides (Arachis hypogaea) au moyen d'une presse hydraulique. Il s'agit d'une huile alimentaire d'apparence très limpide et idéale pour les cuissons à haute température. Particulièrement appropriée pour faire frire les aliments, elle peut aussi être employée pour la préparation de mayonnaises ou encore de vinaigrettes pour assaisonnement. L'huile d'arachide industrielle étant hautement raffinée, elle ne contient plus de protéine allergénique et n'est généralement pas déconseillée aux personnes allergiques aux cacahuètes. 
Il s'agit d'une huile très appréciée dans la cuisine asiatique notamment pour la cuisson au wok.

## Composition
La composition en acides gras de l'huile d'arachide utilisée pour l'alimentation humaine est la suivante :
| Composé                                       | Série métabolique | Teneur pour 100 g |
| --------------------------------------------- | ----------------- | ----------------- |
| Acide myristique (saturé)                     |                   | 0,1 g             |
| Acide palmitique (saturé)                     |                   | 9,5 g             |
| Acide stéarique (saturé)                      |                   | 2,2 g             |
| Acide arachidique (saturé)                    |                   | 1,4 g             |
| Acide béhénique (saturé)                      |                   | 2,8 g             |
| Acide lignocérique (saturé)                   |                   | 0,9 g             |
| Acide érucastique (mono-insaturé)             | ω-9               | 1,3 g             |
| Acide oléique (mono-insaturé)                 | ω-9               | 44,8 g            |
| Acide palmitoléique (mono-insaturé)           | ω-7               | 0,1 g             |
| Acide linoléique (poly-insaturé et essentiel) | ω-6               | 32 g              |
| Acides gras trans                             |                   | -                 |
| Total acides gras saturés                     |                   | 16,9 g            |
| Total acides gras mono-insaturés              |                   | 46,2 g            |
| Total acides gras poly-insaturés              |                   | 32 g              |
| Vitamine E                                    |                   | 33,43 mg          |
| Vitamine K                                    |                   | 0,7 µg            |

Pour 100 g d'huile d'arachide en provenance d'Amérique du Sud, on a en moyenne :
- Acides gras monoinsaturés : 39 g (essentiellement de l'acide oléique)
- Acides gras essentiels Oméga-6 : 38 g
- Acides gras saturés : 23 g (palmitique, stéarique, béhénique, arachidique)
- Moins de 0,1 g d'acides gras essentiels oméga-3

Les plus (en termes de diététique) :
- Riche en acides gras essentiels oméga-6 (mais moins que l'huile de tournesol)

Les moins :
- Relativement riche en acide gras saturés (comparée aux huiles d'olive, de colza ou de tournesol).
- Pauvre en acides gras essentiels oméga-3. L'apport idéal est obtenu avec un rapport oméga-6 / oméga-3 compris entre 1 / 1 et 5 / 1, alors que dans le cas de l'huile d'arachide ce ratio est de 380 / 1.

## Autre utilisation
L'huile d’arachide de deuxième extraction est utilisée en savonnerie.

## Production mondiale
| 1                | Chine      | 1.821.000 |
| 2                | Inde       | 1.540.976 |
| 3                | Nigeria    | 364.100   |
| 4                | Birmanie   | 252.465   |
| 5                | Soudan     | 177.800   |
| 6                | Sénégal    | 175.900   |
| 7                | Guinée     | 110.000   |
| 8                | Argentine  | 102.700   |
| 9                | États-Unis | 97.000    |
| 10               | Ghana      | 70.218    |
| 11               | Tchad      | 64.000    |
| 12               | Brésil     | 63.600    |
| Source : FAOSTAT |            |           |

### Agent de défaunation des protozoaires du rumen chez les bovins
L'huile d'arachide est communément utilisée dans les petites fermes du Vietnam sur les jeunes bovins à l'engraissement. Elle semble avoir pour effet de provoquer la défaunation (en) des populations de protozoaires dans le rumen. 
Des expériences ont été menées avec une administration d'huile d'arachide du commerce en une seule dose de 1 l pour des individus de 125 à 150 kg, ou un dosage de 5 ml par kg de poids vif. Ces expérimentations consistent généralement en une seule administration d'huile réalisées avant une période de test de 3 mois au cours de laquelle les bovins sont alimentés avec des rations pour l'engraissement à base de produits tropicaux locaux. Des prélèvements sur le rumen indiquent chez les différents auteurs une baisse significative de la population des protozoaires, jusqu'à 4 fois moins. Néanmoins, les bactéries et champignons peuplant normalement le rumen sont aussi touchés, mais leur niveau de population revient rapidement à la normale. Ceci peut expliquer une légère et courte dépression en gain de poids et en quantité de nourriture absorbée par les bovins traités à l'huile d'arachide dans la première semaine suivant le traitement. De même, les protozoaires de petite taille, principalement Entodinia, recolonisent aussi très rapidement le rumen, revenant à leur niveau normal entre 7 et 15 jours après le traitement. Par contre, les populations de grands protozoaires restent significativement basses sur toute la durée des expériences (menées jusqu'à 3 mois). Ces protozoaires étant facilement 100 fois plus grands qu’Entodinia, les expériences démontrent donc une baisse très importante de la population générale des protozoaires dans le rumen.
La défaunation en protozoaires est généralement liée à une augmentation des gains de poids vifs par jour et par tête dans la littérature scientifique, et les expériences menées avec des traitements à l'huile d'arachides semblent confirmer ces résultats par rapport à des populations test, les différences en gains de poids entre les différents bovins traité à l'huile d’arachide étant fonction du type de rations fournies. Les engraisseurs vietnamiens parviennent à maintenir un effet prolongé à partir d'une seule dose d'huile d'arachide, en isolant les bêtes traitées en engraissement afin de réduire les risques de recontamination du rumen en protozoaires.
L'effet des huiles végétales sur les populations de protozoaires dans le rumen des bovins était déjà connue par la communauté scientifique, mais l'huile d'arachide présente l'avantage d'être généralement facile d'accès et à un coût avantageux. Ces traitements à l'huile d'arachide sont déconseillés par les auteurs pour les animaux monogastriques et les jeunes veaux. L'ingestion d'une dose unique de 5 ml d'huile d'arachide par kg de poids vif chez les jeunes bovins à l'engraissement ne semble pas avoir d'effets toxique connus. Adapté à une période d'engraissement ponctuelle, les auteurs tendent néanmoins par précaution à décourager le prolongement de ce type de traitement à long terme ou de façon répétée, une défaunation chronique du rumen pouvant avoir des effets potentiellement néfastes encore mal connus.